# Slag bij Nashinokidaira
De Slag bij Nashinokidaira (Japans: 梨の木平の戦い, Nashinokitaira notatakai) vond plaats op 8 juli 1526 en was een van de vele slagen die uitgevochten zouden worden tussen de Takeda en Hojo tijdens de Sengoku-periode van Japan. De slag werd gewonnen door de Takeda onder Takeda Nobutora die de troepen van de Hojo onder Hojo Ujitsuna wist te verslaan.